# شرکت وابسته
شرکت وابسته (انگلیسی: Associate company) در حسابداری به شرکتی می‌گویند، که به شرکت دیگری وابسته باشد، اعم از اینکه مالک کلیه سهام آن باشد یا اکثریت سهام آن، در اختیار شرکت دوم قرار داشته باشد. شرکت وابسته شرکتی است که به طور غیرمستقیم یا مستقیم از طریق یک یا چند شرکت واسطه، شرکت دیگری را کنترل کرده، یا بوسیله شرکت دیگری کنترل شده، یا با شرکت دیگر مشترکاً بوسیله شرکت سوم کنترل می‌شوند. گونه‌ای دیگر از شرکت‌های وابسته، شرکت‌هایی هستند، که به گونه‌ای که در قانون تعریف شده برای مقاصد خاص با شرکت دیگر مربوط می‌گردند. همچنین به شرکتی که بطور کامل یا غیرکامل، با شرکت دیگری با هدف کنترل مشترک براساس قرارداد یا موافقتنامه، همکاری می‌کنند نیز گفته می‌شود.